# Institute of Economic Affairs
Pour les articles homonymes, voir IEA.
L'Institute of Economic Affairs ou IEA (Institut des affaires économiques en francais) est un think tank britannique fondé en 1955.
Il est notamment financé par l'industrie du tabac et l'industrie pétrolière, et a été financé par l'industrie de l'alcool, du sucre et des jeux.
Ce financement s'est traduit notamment par des critiques virulentes de la politique britannique de lutte contre le tabagisme, l'alcoolisme et l'obésité, ainsi que par la négation du réchauffement climatique pendant deux décennies.

## Histoire
L'histoire de l'IEA commence avec Antony Fisher et sa lecture en avril 1945 du résumé de La Route de la servitude de Friedrich Hayek publié par le Reader’s Digest. Fisher alla rencontrer la même année Hayek à la London School of Economics, lui faisant part de son souhait de commencer une carrière politique. Hayek l'en dissuada, proposant à la place la création d'un organisme de recherche en faveur du marché libre, et qui permettrait de lutter contre l'influence du socialisme et du planisme chez les intellectuels britanniques. Si les intellectuels et la société étaient convaincus des bienfaits du marché, alors les hommes politiques suivraient.
En juin 1955, Anthony Fisher signe la préface de La convertibilité de la livre sterling par George Winder en qualité de directeur de l'IEA. En novembre de la même année, l'acte fondateur de l'IEA est signé par Fisher, John Harding et Oliver Smedley. Ralph Harris rejoint l'IEA en qualité de directeur général à partir de janvier 1957. Arthur Seldon rejoint en 1958 l'IEA et en devient conseiller éditorial, puis directeur éditorial en 1959. Seldon lança une série d'études à destination des économistes pour présenter l'éclairage libéral sur les questions du jour. Ils devinrent les Hobart Papers et 154 avaient été publiés en août 2006 en plus de 32 livres de la même collection et de dizaines d'autres.
Octobre 1980 voit la première parution du Journal of Economic Affairs, encore publié aujourd'hui sous le titre Economic Affairs.
L'IEA est actuellement dirigé par Mark Littlewood (en).

## Statut juridique
L'IEA a été créé sous le statut juridique anglais d'Educational and research charity et peut être à ce titre contrôlée par la Charity Commission.

## Financement
En tant qu'organisme de charité, cet institut ne peut être financé que par des dons de particuliers, d'entreprises ou de fondations et par le produit de la vente de ses ouvrages ou de ses conférences.
Il refuse tout argent public et se dit indépendant de tout parti politique ou syndicat, bien qu'il soit en réalité proche du parti conservateur britannique.
En 2013, les quatre plus grandes entreprises internationales de l'industrie du tabac, Philip Morris International, British American Tobacco, Japan Tobacco International et Imperial Tobacco, ont confirmé avoir financé l'IEA dans le cadre de leur campagne contre le paquet de cigarettes neutre,,. En 2019, le British Medical Journal révèle que cette industrie continue à financer l'IEA, qui critique de façon virulente la politique de lutte contre le tabagisme, l'alcoolisme et l'obésité mise en œuvre par le National Health Service britannique. L'industrie de l'alcool, du sucre et des jeux a aussi apporté un soutien financier à l'IEA.
L'IEA est également financé par l'industrie pétrolière.

## Recherches, publications
Les activités de recherche de l'IEA sont encadrées par un conseil scientifique, et par des membres honoraires. S'inspirant des procédures de relecture de journaux académiques, chaque publication de l'IEA est évaluée anonymement, mais par des membres du conseil scientifique.
L'IEA a republié la version abrégée de La Route de la servitude de Friedrich Hayek tandis que les œuvres des « prix Nobel » d'économie ont été réimprimées dans La Route de la liberté économique, avec une préface de Margaret Thatcher.
Proche de Margaret Thatcher, il revendique vouloir éduquer la population sur les bienfaits du capitalisme et de la liberté des marchés,.

## Critiques
George Monbiot, chroniqueur du journal The Guardian reproche à cet institut au nom très généraliste (l'un des premiers think tanks créés dans le monde et au Royaume-Uni) d'avoir depuis les années 1950 des visées et actions politiques (ce qui est légalement interdit pour les organisations caritatives au Royaume-Uni, en vertu de la loi britannique).
Pour lui, loin de sa neutralité affichée, les visions et projets de cet institut sont empreints de l'idéologie néolibérale définie notamment par l'économiste Friedrich Hayek, et ils la promeuvent. Les deux fondateurs de cet Institut, Anthony Fisher (qui a aussi créé d'autres groupes de pression) et Oliver Smedley (en), l'ont conçu pour cacher leur véritable but (réduire le pouvoir de l'État et confier les services publics au privé, notamment) ; ainsi, Smedley rappelait à Fisher : .
Pendant deux décennies, l'Institute of Economic Affairs a publié des articles niant le changement climatique.   
Cet institut fait partie des groupes de pression qui ont cherché à réduire les moyens d'enquête et de contrôle de la Commission électorale anglaise sur le respect des plafonds de dépenses, la légalité et la probité des campagnes électorales et référendaires au Royaume-Uni[réf. nécessaire].
Selon George Monbiot, « sans surprise, certaines des personnes les plus riches de la planète ont investi de l'argent dans ce projet. Ses groupes ont traduit les idées de Friedrich Hayek, considérées par beaucoup comme répugnantes, dans un nouveau sens politique commun, produisant les réflexions et les justifications sur lesquelles Margaret Thatcher et Ronald Reagan ont construit leurs révolutions », dont au 55 Tufton Street,.
Monbiot note que ce modèle a servi à d'autres, citant l'autobiographie de Madson Pirie qui a décrit comment, grâce à des fonds versés par 20 des plus grandes entreprises du Royaume-Uni, il a aidé à tracer la voie que Margaret Thatcher a suivie ; « tous les samedis, alors que les conservateurs de Thatcher étaient dans l'opposition, le personnel de l'Adam Smith Institute et de l'Institute of Economic Affair déjeunaient avec ses chercheurs, et avec les principaux rédacteurs et chroniqueurs du Times et du Daily Telegraph, pour tracer la révolution qui l'apporterait au pouvoir ».
On lui reproche parfois d'être un organe de lobbying pour les multinationales, plutôt qu'un réel centre de reflexion,.